# Philadelphia Country Club
De Philadelphia Country Club is een countryclub in de Verenigde Staten. De club werd opgericht in 1890 en bevindt zich in Philadelphia, Pennsylvania. De club beschikt over een 27-holes golfbaan, waarvan een 18-holes (Spring Mill) en een 9-holes (Centennial). De Spring Mill werd ontworpen door de golfbaanarchitect William Flynn en geopend in 1892. In 1990 bestond de club 100 jaar en voegde de Centennial toe en architect Tom Fazio ontwierp de baan.

## Golftoernooien
Het eerste major dat de club ontving was het US Open waar Byron Nelson won, in 1939. In 2003 ontving de club zijn tweede toernooi, het US Women's Amateur.
De lengte van de baan is 6077 m met een par van 70. Voor de heren is de course rating is 72,3 en de slope rating is 139.
- US Open: 1939[4]
- US Women's Amateur: 2003[1]

## Trivia
Naast een golfbaan beschikt de club ook over een Olympisch zwembad, negen tennisbanen en een sportcomplex.